# Balkenkreuz

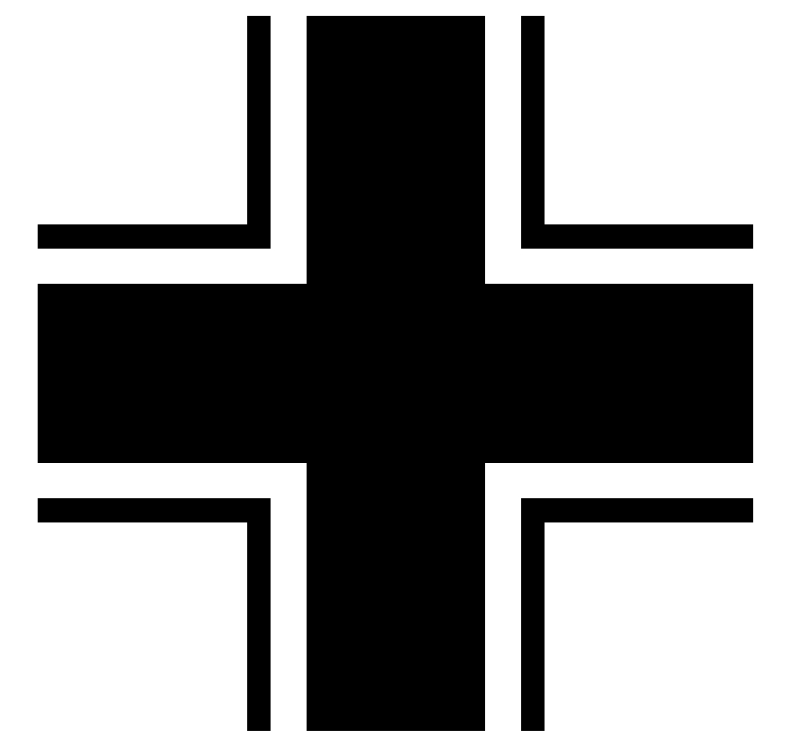
L'emblema de la Wehrmacht, primer usada més estretament a la Luftstreitkräfte fins mitjans del 1918, després va aparéixer en avions i tancs, entre altres vehicles a la Segona Guerra Mundial.

La Balkenkreuz (Creu de barres, en català) és una versió estilitzada de la Creu de Ferro, un emblema usat per l'Alemanya Nazi durant la Segona Guerra Mundial.
Fou assolida el 20 de maig de l'any 1918 per la força aèria alemanya durant la Primera Guerra Mundial, la Luftstreitkräfte, una setmana abans de la mort del pilot Manfred von Richthofen, i des d'aquell moment, s'usà fins al final de la contesa. L'ús de la Balkenkreuz fou reprès per l'Alemanya Nazi l'any 1935, i fou usada a la Ludftwaffe i la Kriegsmarine fins a la fi de la Segona Guerra Mundial a Europa l'any 1945.